# Hôtel de Boisgelin (Aix-en-Provence)
Hôtel de Boisgelin er et fredet hôtel particulier i Aix-en-Provence.

## Beliggenhed
Bygningen er beliggende på 11, rue du Quatre Septembre på det Place des Quatre Dauphins, i Quartier Mazarin i Aix-en-Provence.

## Historie
Det blev tegnet af arkitekterne Pierre Pavillon (1612-1670) og Jean-Claude Rambot (1621-1694), og er bygget til Louis Le Blanc de Montespin i 1650. I 1697 blev det købt af Pierre-Joseph Laurens-Brue. Samme år bestilte han arkitekt Laurent Vallon (1652-1724) til at designe en storslået trappe indeni. Det blev senere arvet af de Boisgelin familie.
Bygningen kommer med en gårdsplads og en have. I haven er der et springvand under trækronerne, og dermed altid i skyggen i dagtimerne.

## Historisk værdi
Det har været listet som et monument historique siden 1964.